# Kasia Smutniak
Katarzyna Anna Smutniak detta Kasia (pron. polacca: [ˈkaɕa ˈsmutɲak]; Piła, 13 agosto 1979) è un'attrice e modella polacca naturalizzata italiana.

## Biografia
Figlia di Zenon Smutniak, comandante e futuro generale dell'aeronautica militare polacca, cresce a contatto con il mondo dell'aviazione, ereditando così dal padre la passione per il volo, tanto che a 16 anni consegue il brevetto di pilota. A soli 17 anni partecipa in Polonia a un concorso di bellezza, nel quale arriva seconda. Inizia a lavorare come modella, ricevendo ingaggi da parte degli stilisti più prestigiosi in varie parti del mondo: Giappone, Stati Uniti, Regno Unito, Italia, dove vive dal 1998. 
Inizia la sua carriera vincendo la selezione come Top Model - prescelta dai talent-scout per il casting della campagna di lancio del new fashion brand "EXPENSIVE" di Marcello Mastrantuono, ottiene grazie alle foto di Zooi Di Lorenzo una menzione nel 18* Annual dell'ADCI (Art Directors Club Italiano), e diviene poi riconoscibile come testimonial delle campagne pubblicitarie della TIM del 2002 e del 2003.
Esordisce come attrice nel 2000 con il film Al momento giusto, regia di Giorgio Panariello e nel 2003 recita in Radio West, dove conoscerà il futuro compagno Pietro Taricone. Successivamente alterna il lavoro cinematografico con quello televisivo: recita in varie fiction TV, tra le quali le due stagioni della miniserie TV Questa è la mia terra (2006-2008), regia di Raffaele Mertes, e Rino Gaetano - Ma il cielo è sempre più blu (2007), regia di Marco Turco, miniserie dedicata a Rino Gaetano, con Claudio Santamaria nel ruolo del cantante morto nel 1981.
Tra i suoi lavori per il grande schermo vi sono Ora e per sempre, regia di Vincenzo Verdecchi e 13dici a tavola, regia di Enrico Oldoini, entrambi del 2004, e Nelle tue mani, regia di Peter Del Monte (2007), con cui nel 2008 vince il Globo d'oro alla miglior attrice rivelazione dell'anno. Del 2009 i film: Tutta colpa di Giuda, regia di Davide Ferrario e Barbarossa, regia di Renzo Martinelli, mentre del 2010 sono: From Paris with Love, regia di Pierre Morel, Scontro di civiltà per un ascensore a Piazza Vittorio, regia di Isotta Toso e La passione, regia di Carlo Mazzacurati. Nel 2012 è stata la madrina della 69ª Mostra internazionale d'arte cinematografica di Venezia. Nel 2013 interpreta Franca Gandolfi, moglie di Domenico Modugno, in Volare - La grande storia di Domenico Modugno, una miniserie televisiva italiana di due puntate, diretta da Riccardo Milani e prodotta da Rai Fiction e andata in onda il 18 e 19 febbraio 2013 su Rai 1.
Nello stesso periodo, a distanza di tre anni, torna al cinema con Tutti contro tutti di e con Rolando Ravello e poi con Benvenuto Presidente!, con Claudio Bisio, sempre per la regia di Riccardo Milani. Il 1º aprile fa il suo debutto su Sky Cinema 1 nella serie In Treatment, con Sergio Castellitto, nei panni dell'avvenente Sara. Nell'ambito del Festival di Sanremo 2014 contribuisce ad annunciare le canzoni dei vari artisti che passano il turno. Pochi settimane dopo esce nelle sale il film Allacciate le cinture (regia di Ferzan Özpetek), per il quale vince il Nastro d'argento come migliore attrice protagonista e viene candidata al David di Donatello, senza però vincerlo. Nel settembre 2014 viene scelta da Fendi come testimonial della nuova fragranza "Furiosa". Nel 2016 recita in Perfetti sconosciuti, regia di Paolo Genovese, mentre nel 2017 è co-protagonista del film Moglie e marito, diretto da Simone Godano e del film Made in Italy, diretto da Luciano Ligabue. Nel 2019 recita in (Nie)znajomi, remake polacco del film Perfetti sconosciuti, riprendendo il ruolo ricoperto nell'originale italiano. Nel 2021 interpreta Livia Drusilla, la terza moglie dell'Imperatore Augusto, nella serie televisiva italo-britannica, creata da Simon Burke, Domina. Benché questa serie sia composta da 16 episodi, lei è assente dai primi due, dove la giovane Livia Drusilla è interpretata da Nadia Parkes.

## Vita privata
Sul set del film Radio West (2003) conosce Pietro Taricone, al quale è stata legata sentimentalmente fino all'improvvisa morte di lui nel 2010 per un incidente di paracadutismo. Insieme hanno avuto una figlia, Sophie, nata il 4 settembre 2004. Nel dicembre del 2011 fonda la Pietro Taricone Onlus con la quale apre una scuola in Nepal. Nell'estate del 2011 si lega al produttore Domenico Procacci. Il 20 agosto 2014 nasce, in una clinica di Roma, il primo figlio della coppia, Leone. Si sposano il 16 settembre 2019.
Poliglotta, parla italiano, polacco, inglese e russo.

## Filmografia

### Attrice

#### Cinema
- Al momento giusto, regia di Giorgio Panariello e Gaia Gorrini (2000)
- Haker, regia di Janusz Zaorski (2002)
- Radio West, regia di Alessandro Valori (2003)
- Ora e per sempre, regia di Vincenzo Verdecchi (2004)
- 13dici a tavola, regia di Enrico Oldoini (2004)
- Nelle tue mani, regia di Peter Del Monte (2007)
- Caos calmo, regia di Antonello Grimaldi (2008)
- Carnera - The Walking Mountain, regia di Renzo Martinelli (2008)
- Tutta colpa di Giuda, regia di Davide Ferrario (2009)
- Goal III: Taking on the World, regia di Andrew Morahan (2009)
- Barbarossa, regia di Renzo Martinelli (2009)
- From Paris with Love, regia di Pierre Morel (2010)
- Scontro di civiltà per un ascensore a Piazza Vittorio, regia di Isotta Toso (2010)
- La passione, regia di Carlo Mazzacurati (2010)
- Il quarto stato (Die vierte Macht), regia di Dennis Gansel (2012)
- Tutti contro tutti, regia di Rolando Ravello (2013)
- Benvenuto Presidente!, regia di Riccardo Milani (2013)
- Allacciate le cinture, regia di Ferzan Özpetek (2014)
- Maraviglioso Boccaccio, regia di Paolo e Vittorio Taviani (2015)
- Perfetti sconosciuti, regia di Paolo Genovese (2016)
- Moglie e marito, regia di Simone Godano (2017)
- Made in Italy, regia di Luciano Ligabue (2018)
- Loro, regia di Paolo Sorrentino (2018)
- Il ragazzo più felice del mondo, regia di Gipi (2018)
- La profezia dell'armadillo, regia di Emanuele Scaringi (2018)
- La prima pietra, regia di Rolando Ravello (2018)
- Dolce fine giornata, regia di Jacek Borcuch (2019)
- (Nie)znajomi, regia di Tadeusz Sliwa (2019)
- Dolittle, regia di Stephen Gaghan (2020)
- 3/19, regia di Silvio Soldini (2021)
- Il colibrì, regia di Francesca Archibugi (2022)
- Pantafa, regia di Emanuele Scaringi (2022)
- Diamanti, regia di Ferzan Özpetek (2024)

#### Televisione
- Ultimo - L'infiltrato, regia di Michele Soavi – film TV (2004)
- Questa è la mia terra, regia di Raffaele Mertes – miniserie TV (2006)
- La moglie cinese, regia di Antonello Grimaldi – miniserie TV (2006)
- Giuseppe Moscati - L'amore che guarisce, regia di Giacomo Campiotti – miniserie TV (2007)
- Rino Gaetano - Ma il cielo è sempre più blu, regia di Marco Turco – miniserie TV (2007)
- Questa è la mia terra - Vent'anni dopo, regia di Raffaele Mertes – miniserie TV (2008)
- Il commissario De Luca, regia di Antonio Frazzi – miniserie TV (2008)
- Carnera - The Walking Mountain, regia di Renzo Martinelli – miniserie TV (2008)
- Buio, regia di Nicolaj Pennestri – miniserie TV (2009)
- Volare - La grande storia di Domenico Modugno, regia di Riccardo Milani – miniserie TV (2013)
- In Treatment – serie TV (2013)
- Limbo, regia di Lucio Pellegrini – film TV (2015)
- Diavoli (Devils) – serie TV, 10 episodi (2020)
- Domina – serie TV, 14 episodi (2021-2023)

#### Cortometraggi
- Caserta Palace Dream, regia di James McTeigue (2014)
- Moby Dick, regia di Nicola Sorcinelli (2017)
- Garatti, regia di Ferzan Özpetek (2025)

### Regista
- Mur – documentario (2023)

## Riconoscimenti
- David di Donatello
  - 2014 – Candidatura alla migliore attrice protagonista per Allacciate le cinture
  - 2019 – Candidatura alla migliore attrice non protagonista per Loro
  - 2024 – Candidatura al miglior documentario per Mur

- Nastro d'argento
  - 2008 – Nastro d'argento europeo per Nelle tue mani
  - 2013 – Candidatura alla migliore attrice protagonista per Tutti contro tutti e Benvenuto Presidente!
  - 2014 – Migliore attrice protagonista per Allacciate le cinture
  - 2014 – Premio Serapian per Allacciate le cinture
  - 2016 – Nastro d'argento speciale per Perfetti sconosciuti
  - 2017 – Premio Nino Manfredi per Moglie e marito
  - 2018 – Migliore attrice non protagonista per Loro
  - 2022 – Candidatura alla migliore attrice protagonista per 3/19
  - 2023 – Candidatura alla migliore attrice non protagonista per Il colibrì

- Globo d'oro
  - 2008 – Miglior attrice rivelazione per Nelle tue mani
  - 2008 – Candidatura alla migliore attrice per Nelle tue mani

- Terni Film Festival 
  - 2023 – Miglior regia per Mur

## Doppiatrici italiane
- Eleonora De Angelis in Al momento giusto
- Barbara Sacchelli in Dolittle
- Valentina Favazza in Domina